# Pic Guadalupe
Le pic Guadalupe (Guadalupe Peak en anglais) est le point culminant du Texas. Il se situe dans le parc national des Guadalupe Mountains et fait partie des montagnes Guadalupe qui s'étend du sud-est du Nouveau-Mexique à l'ouest du Texas. Il surplombe le désert de Chihuahua.
Le sommet peut être atteint depuis le Pine Springs Campground via le Guadalupe Peak Trail, un sentier de randonnée qui constitue lui-même la section la plus méridionale du Guadalupe Ridge Trail, un National Recreation Trail long de 100 milles établi en 2018.